# Реальное училище (Кашира)
Училище реальное — трёхэтажное здание первой половины XIX века постройки по улице Советской в городе Кашира Каширского района Московской области. Памятник истории и культуры регионального значения. 

## История

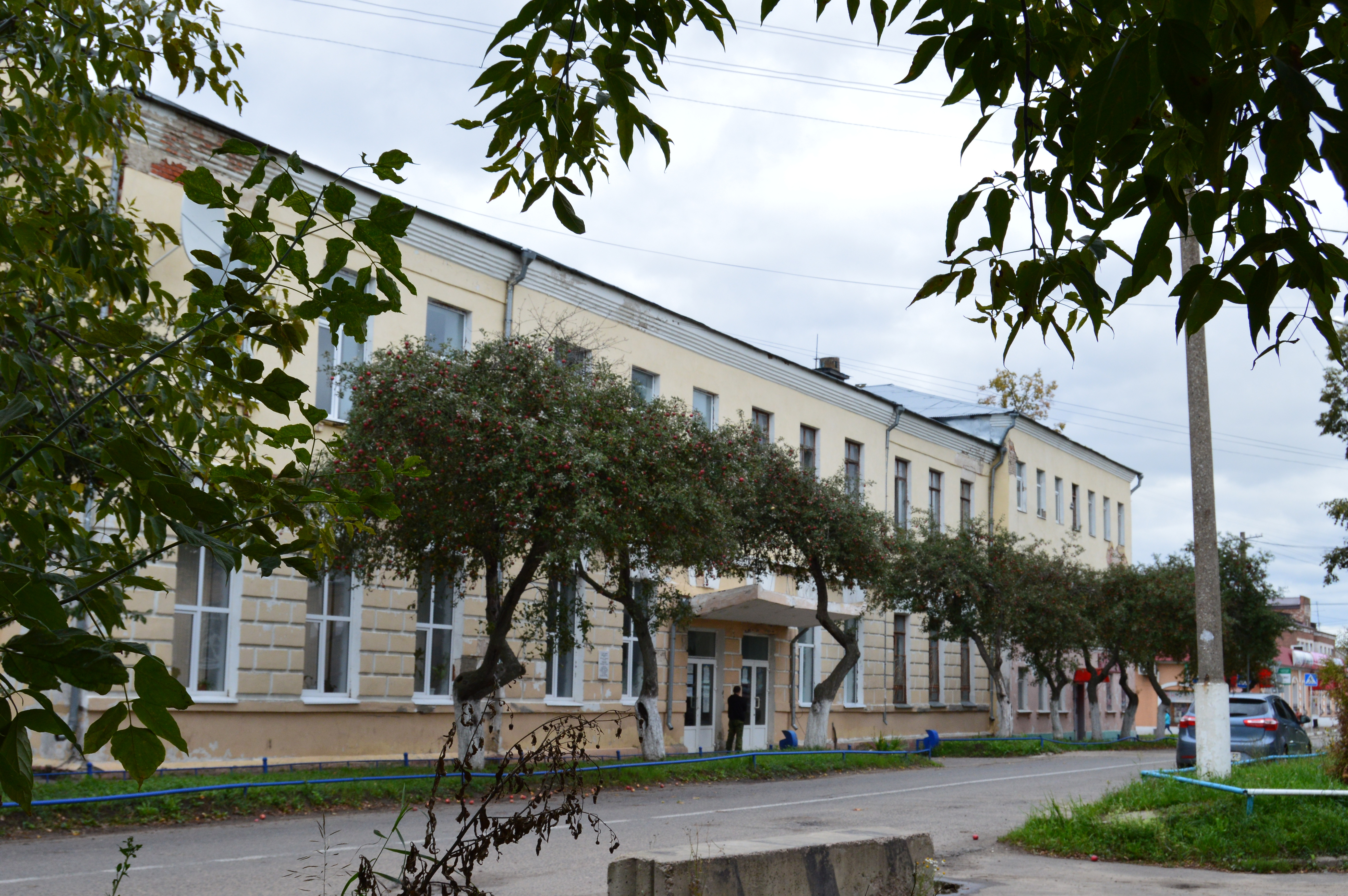
Центральный фасад здания

В настоящее время документальных сведений о постройке Каширского реального училища найти не удалось. Только стилистические признаки указывают на ориентировочную дату постройки строения - первая половина XIX века. Облик здания училища можно обнаружить на открытках с видом на город Каширу 1913 года выпуска.
После 1917 года здание было перестроено и в нем разместилось Управления железной дороги. Облик строения значительно изменился. Была выполнена внутренняя перепланировка, которая уничтожила первоначальную отделку интерьеров. Был надстроен третий этаж здания. К западному фасаду пристроена новая часть здания, которая значительно увеличила объём строения.

## Архитектура
Здание реального училища возведено по красным линиям квартала на углу улиц Советской и Свободы города Кашира. Изначально это было двухэтажное оштукатуренное кирпичное строение в стиле ампир. На Советскую (Большую Московскую улицу) и улицу Свободы выходили безордерные фасады, соответственно в девять и семь оконных осей. Прямоугольные оконные проёмы расчленили гладкие стены фасадов. Подоконники с подушками украшали окна первого этажа. Карниз и полочка выделили междуэтажную часть фасада и объединили подоконники окон второго этажа. Пять сандриков и большой балкон с ажурной решеткой особо выделили фасад, выходящий на улицу Московскую. Гладкий фриз и карниз с сухариками завершили композицию здания. В северо-восточной части здания был обустроен подвал, его планировка сохранилась до наших дней. Вдоль восточного и западного фасадов располагались основные помещения. Зал занимал северо-западный угол строения. Все помещения имели выход в центральный коридор.
Памятник регионального значения охраняется государством на основании постановление Правительства Московской области № 84/9 от 15 марта 2002 года.